# Phumosia rossi
Phumosia rossi är en tvåvingeart som beskrevs av Nesbitt 1975. Phumosia rossi ingår i släktet Phumosia och familjen spyflugor. Inga underarter finns listade i Catalogue of Life.